# Oranti

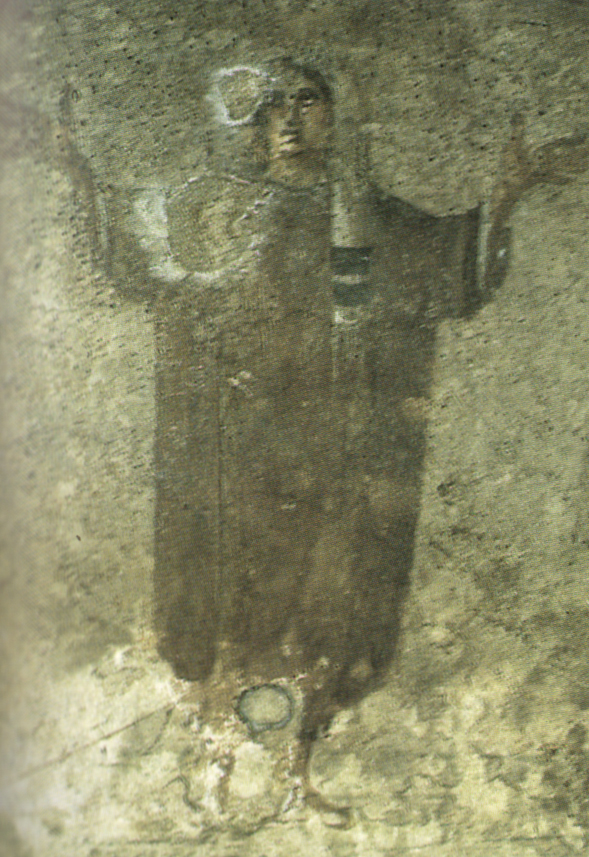
Orante (particolare) catacombe di Priscilla, Roma

Gli oranti (dal latino orare) sono delle figure nelle arti sacre, che mostrano una persona in preghiera con lo sguardo rivolto verso il cielo.
In pittura è una delle rappresentazioni molto frequenti delle catacombe cristiane. Nella scultura sono delle statuette in calcare, alabastro, terracotta o di metallo con gli occhi sgranati e le mani aperte che esprimono l'atteggiamento di adorazione del fedele.

## Storia
La postura dell'orante è diffusa nell'arte del Vicino Oriente antico , sia nel Levante che in Egitto, almeno a partire dalla tarda età del bronzo . In origine era un gesto di supplica o di sottomissione mostrato verso una divinità (o l'immagine di una divinità) entrando in un tempio.